# Ирина Палеологина (съпруга на Михаил Асен)
Вижте пояснителната страница за други личности с името Ирина Палеологина.
Ирина Палеологина (Irina Palaiologina, на гръцки: Ειρήνη Παλαιολογίνα); * 1327, † сл. 1356) е византийска принцеса и българска царица – съпруга на цар Михаил IV Асен. Известна е и като Мария Палеологина (Maria Palaiologina, Μαρία Παλαιολογίνα).

## Биография
Ирина е дъщеря на византийския император Андроник III Палеолог (упр. 1328 – 1341) и втората му съпруга Анна Савойска (* 1306 † 1359), дъщеря на граф Амадей V Савойски и на Мария Брабантска. По-голяма сестра е на византийския император Йоан V Палеолог (упр. 1341 – 1391) и на деспот Михаил Палеолог (1337 – 1370). Според историците тя се ражда през 1330 г. с кръщелното име Мария.
Малко след битката при Русокастро през 1331 г. принцесата е обещана на българския престолонаследник Михаил Асен – син на царя на България Иван Александър и влашката принцеса Теодора Басараб. Когато Мария е едва на 9, а бъдещият ѝ съпруг – на 15 г., те са сгодени в Адрианопол. Сватбата се отлага с няколко години заради крехката възраст и на двамата. Въпреки неяснотите и разминаването в датите може да се предположи, че по време на брачната церемония българският престолоноследник Михаил Асен е бил около 19-годишен, а съпругата му, прекръстена на Ирина в знак на очаквания дълбок мир между византийци и българи, на 13 г. Нищо не е известно за двойката по-нататък. Няма свидетелства от този брак да са се родили деца. Знае се само, че той е продължил до 1355 г., когато Михаил Асен загива край София в битка с турците. Съпругата му Мария-Ирина отива за кратко в Константинопол, но след това решава да се върне в Несебър и да се замонаши. Знае се, че след като става монахиня, Мария приема името Матаиса. До края на живота си остава в несебърския манастир „Богородица Елеуса“, където е погребана през 1399 г. Принцеса Матаиса Палеологина умира в период, в който Несебър е окупиран от турците. Погребана е символично в края на XIV в. в Старата митрополия "Св. София”.

## Гробницата в Месемврия
В своя „Албум от пътешествията в Турция, извършени по заповед на Негово Величество император Николай I през 1829 – 1830 г.“ шонтландският библиотекар Чарлз Седжер разказва, че в „старата катедрала“ на Месембрия е видял гробницата на царицата. „Там се вижда доста добре запазеният гроб на принцесата Мария Кантакузина, дъщеря на императора Йоан Андроник Палеолог Младши, която се е оженила в 1335 г. в Адрианопол за княз „Асаниус Михаил“, син на българския цар Иван Александър“. Рисунка на гробницата за неговия албум прави френският баталист и гравьор Август Дезарно, който го придружава при това му пътуване из някогашната Османска империя. Гравюрата е нарисувана през 1829 г. след превземането на града, макар и за кратко, от руските войски на 11 юли същата година.
Няколко години по-късно през това място минава и френският византолог и египтолог Бруне де Пресле заедно с Александър Бланше (Brunet de Presle and Alexandre Blanchet), които през 1856 г. издават в Париж своя труд „Гърция от римското завоение до наши дни“ (Grece depuis la conquete romaine jusqu'a nos jours). В него също има приложена рисунка на въпросната гробница, направена от френския гравьор, илюстратор, литограф и издател Августин Франсоа Леметр (Augustin François Lemaitre). По думите на Седжер след смъртта на съпруга си принцесата се оттеглила в манастир при Месембрия (дн. Несебър), където се замонашила под името Матаиса и е умряла през 1390 г. Тя е била погребана в Старата катедрала, където шотландецът вижда гроба ѝ вляво при влизането в развалините. Надгробният мрамор е бил изваден от гроба от сегашния архиепископ от страх турците да не го вземат за строежи“ – допълва разказа си Седжер. При всички случаи е сигурно, че надгробната плоча на принцеса Матаиса Кантакузина Палеологина, погребана след смъртта си в църквата „Св. София“ (Старата митрополия), дълги години е пазена в пода на несебърската църква „Св. Възнесение Христово" („Св. Спас"), което потвърждава думите на Седжер, че тя е била извадена от гробницата и прибрана, за да не бъде поругана от османлиите.
Днес мраморното надгробие се намира в Археологическия музей на Несебър. Надписът върху него гласи: „Упокои се рабиня божия Матаиса Кантакузина Палеологина в година 1441, месец ноември, индикт V". Гробът е разположен противоположно на олтара и е обърнат на юг – т.е към Константинопол. В него е открита фиала – императорска купа, но освен това украсата на аркадата над гроба е оформена с клиновидни дялани камъни. Върху тях са поставени седем монограма – три от тях са на Палеолозите, два на Кантакузини и един на император Мануил І Комнин. Смята се, че когато през 1440 г. Димитър Палеолог е станал управител на Месембрия, верен на традицията той е поръчал надгробната плоча на принцеса Мария Кантакузина Палеологина, запазена и до наши дни.
В един документ от септември 1365 г., намерен в архива на светогорския манастир „Лавра“, се споменава за някоя си покойна деспина Ирина, която притежавала имоти около Сяр. Христо Матанов допуска въпросната деспина Ирина да е била именно вдовицата на Михаил-Асен. Въз основа на тази идентификация, която според Матанов да е твърде вероятна, макар и не солидно подкрепена от достатъчен изворов материал, се прави предположение, че след 1356 г. Ирина Палеологина се е установила в двора на царица Елена в Сяр.

## Семейство
Ирина се омъжва през 1336 г. за българския цар Михаил IV Асен (ок. 1322 – 1355), първородния син на цар Иван Александър (1331 – 1371) от брака му с царица Теодора Басараб. През 1355 г. Михаил-Асен е убит в битка с османците близо до София. Традиционно се смята, че бракът им е бездетен. Известно е, че тя се връща във Византия след неговата смърт.